# Roberts Štelmahers
Roberts Štelmahers (Riga, 19 novembre 1974) è un allenatore di pallacanestro ed ex cestista lettone professionista in Lettonia, Turchia, Slovenia, Polonia, Russia e Italia.

## Palmarès

### Giocatore
- Campionato lituano: 1

Lietuvos rytas: 2005-06
- Coppa di Slovenia: 2

Union Olimpija: 2003, 2004
- Supercoppa polacca: 1

Śląsk Breslavia: 1999
- ULEB Cup: 1

Lietuvos rytas: 2004-05
- Lega Baltica: 2

Lietuvos rytas: 2005-06, 2006-07

### Allenatore
- Campionato lettone: 3

Ventspils: 2013-2014, 2017-2018
Valmiera: 2015-2016
- Campionato estone: 1

Kalev/Cramo: 2020-2021
- Coppa di Estonia: 1

Kalev/Cramo: 2020
- Lega Baltica: 1

Ventspils: 2012-2013
- Lega Lettone-Estone: 2

Ventspils: 2018-2019
Kalev/Cramo: 2020-2021